# Татран (Липтовски Микулаш)
МФК „Татран“ (на словашки: MFK Tatran Liptovský Mikuláš) е словашки футболен клуб от град Липтовски Микулаш, Жилински край, Словакия.

## История
Клубът е основан на 22 юни 1934 в Чехословакия като ШК Околичне в бившето едноименн село (до 1970 г.), сега квартал на Липтовски Микулаш от група местни футболни ентусиасти от общините Липтовски и Околичне и Ян Девечка, който официално обявява създаването на футболния клуб.
Първият избран председател е JUDr. Щерлингер, който дарява от частната си собственост поляната Пшанинах (където днес има мандра), върху която да се направи футболно игрище, което става и дом на клуба до 1972 г.
Първият футболен мач на клуба е приятелския мач срещу съседния „ШК Смречани“, който се провежда на 15 юли 1934 г., резултатът е 8:0 за домакинския отбор. Мачът е посетен от над 500 зрители, а срещата е ръководена от рефера Михал Вала.
През 1940 г. името на клуба е променено на „Татран Околичне“. След Втората световна война се създават нови секции: тенис на маса, волейбол и хокей на лед. През 1972 г. започва строителството на нов стадион с хотелска база, който е завършен през 1985 г.
Дълги години футболният отбор играе на областно и окръжно ниво, без да постига значителни резултати. Един от най-големите успехи в историята на клуба е изкачването му в трета лига през 1997 г. След това Татран се слива с „ФК ВА Липтовски Микулаш“. Така се стига до сегашното му име „Татран Липтовски Микулаш“. След сезон 2005/06 - в който отборът заема 8-мо място в група Запад - системата на лигата е реформирана. По това време „Татран“ остава в третото ниво на Словакия.
През 2021 г. клубът беше повишен от втора лига до Фортуна лига, най-високото ниво в Словакия в който се задържа два сезона. и прави дебют през 2021/22, а през 2022/23 заема последното 12 място и изпада отново във Втора лига.

## Предишни имена
| Години    | Име |
| --------- | --- |
| 1934-1940 | ШК Околичне Športový klub Okoličné (Športový klub Okoličné) |
| 1940-1948 | Татран Околичне Tatran Okoličné (Športový klub Tatran Okoličné) |
| 1948-1950 | ШК Сокол Татран Околичне ŠK Sokol Tatran Okoličné (Športový klub Sokol Tatran Okoličné)                                                                                    |
| 1950-1953 | ЙТО Сокол Татран Околичне JTO Sokol Tatran Okoličné (Jednotná telovýchovná organizácia Sokol Tatran Okoličné)                                                              |
| 1953-1960 | ЙТО Сокол Околичне JTO Sokol Okoličné (Jednotná telovýchovná organizácia Sokol Okoličné)                                                                                   |
| 1960-1972 | ТЙ Татран Околичне TJ Tatran Okoličné (Telovýchovná jednota Tatran Okoličné)                                                                                               |
| 1972-1995 | ТЙ Татран Липтовски Микулаш-Околичне TJ Tatran Liptovský Mikuláš – Okoličné (Telovýchovná jednota Tatran Liptovský Mikuláš – Okoličné)                                     |
| 1995-1997 | ТЙ Татран Липтовски Микулаш TJ Tatran Liptovský Mikuláš (Telovýchovná jednota Tatran Liptovský Mikuláš)                                                                    |
| 1997-2003 | ТЮ Татран ВА Липтовски Микулаш TJ Tatran VA Liptovský Mikuláš (Telovýchovná jednota Tatran Vojenská akadémia Liptovský Mikuláš) (след сливане с „ФК ВА Липтовски Микулаш“) |
| 2003-2004 | ФК Татран ВА Липтовски Микулаш FK Tatran VA Liptovský Mikuláš (Futbalový klub Tatran Vojenská akadémia Liptovský Mikuláš)                                                  |
| 2004-2008 | ФК Татран НАО Липтовски Микулаш FK Tatran NAO Liptovský Mikuláš (Futbalový klub Tatran Národná akadémia obrany Liptovský Mikuláš)                                          |
| 2008-2010 | ФК Татран АОС Липтовски Микулаш FK Tatran AOS Liptovský Mikuláš (Futbalový klub Tatran Akadémia ozbrojených síl Liptovský Mikuláš)                                         |
| от 2010-  | МФК Татран Липтовски Микулаш MFK Tatran Liptovský Mikuláš (Mestský futbalový klub Tatran Liptovský Mikuláš)                                                                |

## Успехи
Фортуна лига (Висша лига)
- 8-мо място (1): 2021/22

Първа лига (2 ниво)
- Шампион (1): 2013/14

Втора лига (от 1993 г.) (3 ниво)
- Шампион (1): 2020/21 (промоция)

Трета лига (от 1993 г.) (4 ниво)
- Шампион (1): 2006 (промоция)

Купа на Словакия
- 1/4 финал (1): 2017/18